# José Jurberg
José Jurberg (Rio de Janeiro, 24 de julho de 1936) foi pesquisador do Instituto Oswaldo Cruz por 62 anos. Formado pela Faculdade de Farmácia e Odontologia do Rio de Janeiro, atual Universidade Federal Fluminense, em 1960. Notabilizou-se como um dos maiores especialista em taxonomia de barbeiros, tendo criado uma tribo, três gêneros e descrito 26 novas espécies de insetos. Orientou mais de 60 alunos de iniciação científica, mestrado e doutorado na área da Entomologia Médica
Aluno de Herman Lent e Hugo de Souza Lopes, dois dos 10 cientistas mais tarde cassados pelo episódio conhecido como Massacre de Manguinhos, trabalhou durante cerca de vinte anos, preservando o acervo de mais de um milhão e duzentas mil espécies da coleção entomológica do Instituto Oswaldo Cruz, localizada hoje no Castelo Mourisco da Fundação Oswaldo Cruz, mesmo durante a ditadura militar, quando este acervo foi transferido para local inadequado.
Em 1998, obteve o titulo de Doutor em Ciências Veterinárias, pela Universidade Federal Rural do Rio de Janeiro, tendo como orientador o Dr. Nicolau Maués da Serra Freire. Na época, o colegiado da Pós-Graduação, após a análise do seu currículo vitae, isentou-o de cursar os créditos oferecidos, dando lhe a oportunidade de apresentar a tese baseada nas descobertas que tinha realizado no campos da Triatominologia em 34 anos.
Pesquisador titular aposentado do Instituto Oswaldo Cruz, Jose Jurberg foi chefe do Departamento de Entomologia e foi chefe do Laboratório Nacional e Internacional de Referência em Taxonomia de Triatomíneos, desde 1989, quando o laboratório, criado em 1909 e dirigido por Arthur Neiva e Herman Lent, foi avaliado e selecionado por uma comissão do Ministério da Saúde para sediar o Centro de Referência. Há mais de 100 anos, este laboratório se dedica à formação de recursos humanos e à identificação de espécies de triatomíneos (barbeiros), transmissores da doença de Chagas. E ao longo desse período, construiu o maior acervo mundial de barbeiros com cerca de 24 mil exemplares, apesar das ameaças e dos cortes de verbas.
Foi bolsista do Conselho Nacional de Desenvolvimento Científico e Tecnológico (CNPq) por mais de 50 anos. Publicou mais de 200 artigos em revistas científicas, descrevendo três novos gêneros, uma tribo e 26 espécies de insetos. Autor ainda do Atlas Iconográfico dos Triatomíneos do Brasil, de vários capítulos de livro. Atualmente, como bolsista da Fundação de Apoio à Fiocruz (Fiotec - https://www.fiotec.fiocruz.br) , edita uma coleção de gibi de divulgação científica sobre doença negligenciadas. Já foram publicadas HQs sobre doença de Chagas; Dengue, Zika e Chikungunya e, no momento, edita uma sobre carrapatos e outra sobre malária. A primeira história em quadrinhos sobre doença de Chagas foi adapatada para um vídeo disponível no YouTube. Foi um dos idealizadores, em 1994, e um dos editores por muitos anos da Revista “Entomologia y Vectores, uma coedição Brasil/Argentina. Formou mais de 60 mestres, doutores e especialistas em entomologia médica. 
Seu hobby, nas horas vagas, é a pintura à qual se dedica há cerca de 30 anos.

## Produção científica

### Tribo criada
- Linshcosteini – Carcavallo, Jurberg, Lent, Noireau & Galvão, 2000.

### Gêneros criados
- Horciasinus – Carvalho & Jurberg, 1974.
- Hermanlentia – Jurberg & Galvão, 1997.
- Torrealbaia – Carcavallo, Jurberg & Lent, 1998.

### Espécies novas descritas
- Psammolestes tertius – Lent & Jurberg. 1965
- Tydides guatuor – Lent & Jurberg. 1966
- Horciasinus amazonicus – Carvalho & Jurberg. 1976
- Horciasinus nordicus – Carvalho & Jurberg. 1976
- Horciasinus xavantinus – 1976
- Blaberus duckei – Jurberg, Albuquerque, Rebordões, Gonçalvez & Felippe. 1977
- Blaberus affinis – Jurberg, Albuquerque, Rebordões, Gonçalvez & Felippe. 1977
- Blaberus peruvianus – Jurberg, Albuquerque, Rebordões, Gonçalves & Felippe. 1977
- Poeciloderrhis imperialis - Rocha e Silva & Jurberg. 1978
- Rhodnius stali – Lent, Jurberg & Galvão. 1993
- Triatoma gomeznunesi – Martinez, Carcavallo & Jurberg. 1994
- Belminus laportei – Lent, Jurberg & Carcavallo. 1995
- Triatoma carcavalloi – Jurberg, Rocha & Lent. 1998
- Rhodnius colombiensis – Mejia, Galvão & Jurberg. 1999
- Meccus bassolsae – Aguilar, Nogueda Torres, Cortez Jimenez, Jurberg, Galvão & Carcavallo. 1999
- Triatoma baratai – Carcavallo & Jurberg. 2000
- Rhodnius milesi – Carcavallo, Rocha, Galvão e Jurberg. 2001
- Panstrongylus sherlocki -  Jurberg, Carcavallo & Lent. 2001
- Triatoma klugi – Carcavallo, Jurberg, Lent & Galvão. 2001
- Triatoma sherlocki – Pappa, Jurberg, Carcavallo, Cerqueira & Barata. 2002
- Triatoma vandae – Carcavallo, Jurberg, Rocha, Galvão, Noireau & Lent. 2002
- Linshcosteus karufus – Galvão, Patterson, Rocha, Jurberg, Carcavallo, Rajen Ambrose & Miles. 2002
- Triatoma infestans infestans – Galvão, Carcavallo, Rocha & Jurberg. 2003
- Brontostoma daughertyae – Gil Santana, Lopes, Marques & Jurberg. 2005
- Rhodnius zeledoni – Jurberg, Rocha & Galvão. 2009
- Triatoma pintodiasi – Jurberg, Cunha & Rocha. 2013

## Homenagens em espécies batizadas com seu nome
- Triatoma jurbergi – Carcavallo, Galvão & Lent, 1998.[8]
- Helgaia jurbergi – Lopes & Oliveira, 2001.
- Culicoides jurbergi – Felippe-Bauer, 2005.[9]

## Láureas, homenagens e medalhas
- João Florentino de Meira Vasconcellos pela Academia Nacional de Farmácia, 2016.[10]
- Na reintegração dos 10 cientistas cassados no episódio conhecido como “Massacre de Manguinhos” pela sua resistência durante a Ditadura Militar, 1986.
- Medalha comemorativa ao centenário da Fundação Oswaldo Cruz.
- Medalha em homenagem ao trabalho e dedicação às coleções científicas do Instituto Oswaldo Cruz, 2008.
- Medalha no centenário da descoberta da doença de Chagas, 2009.